# أنتي آلتو (لاعب هوكي الجليد)
أنتي آلتو (بالفنلندية: Antti Aalto)‏ هو لاعب هوكي الجليد فنلندي، ولد في 4 مارس 1975 في لابينرنتا في فنلندا.

## وصلات خارجية
- أنتي آلتو على موقع دوري الهوكي الوطني (الإنجليزية)
- أنتي آلتو على موقع قاعة مشاهير الهوكي (لاعب أن.إتش.أل) (الإنجليزية)
- أنتي آلتو على موقع EliteProspects.com (الإنجليزية)
- أنتي آلتو على موقع Eurohockey.com (الإنجليزية)
- أنتي آلتو على موقع HockeyDB.com (الإنجليزية)
- أنتي آلتو على موقع Hockey-Reference.com (الإنجليزية)
- أنتي آلتو على موقع أوليمبيديا (الإنجليزية)